# Зграда у улици Љубе Нешића 38 у Зајечару
Зграда у улици Љубе Нешића 38 у Зајечару налази се у Зајечару. Уписана је у листу заштићених споменика културе Републике Србије од 1985. године (ИД бр. СК 997). 

## Карактеристике
Грађевина је подигнута као породична кућа тридесетих година 20. века. Састоји се из приземља и спрата са просторијама које се групишу око средишњих холова. Фасада је делом обрађена у вештачком камену, а делом у племенитом малтеру, у црвенкасто окер нијанси. У средишту фасадног тракта у нивоу спрата је балкон са оградом од балустера, а на угловима удвојени јонски пилистри. Конзоле које прихватају балкон обрађене су у виду волута. Целокупна декорација фасаде дата је у малтеру који одговара аехитектури првих деценија хх века, непосредно пред појаву првих облика модерне архитектуре. 